# Малхански хребет
Малха̀нският хребет (на руски: Даурский хребет) е нископланински хребет в южната част на Забайкалието, в западната част на Забайкалски край и югоизточната част на Бурятия в Русия. Простира се в посока от запад–югозапад (долното течение на река Чикой, десен приток на Селенга) на изток–североизток до долината на река Ингода (лява съставяща на Шилка) на протежение около 250 km и е вододел на реките Чикой (на юг) и Хилок (на север), десни притоци на Селенга. Средна надморска височина 1200 – 1300 m, максимална връх Кастрюк 1892 m (50°20′38″ с. ш. 108°08′09″ и. д. / 50.343889° с. ш. 108.135833° и. д.), в югозападната му част. Изграден е основно от гранодиорити, гранити и шисти. От него водят началото си множество десни притоци на Чикой (Жергей, Кудара и др.) и леви притоци на Хилок (Блудная, Шара-Горхан, Буй, Бичура и др.). Южните му склонове са обрасли с борова тайга, северните – с лиственична тайга, а над 1400 m – с кедрова тайга.
От 1895 до 1898 г. в Забайкалието работи голяма руска експедиция възглавявана от руския географ и геолог Владимир Обручев. Тай и неговите сътрудници минните инженери и геодезисти Александър Герасимов и Антон Едмундович Гедройц откриват, изследват и картират целия хребет.